# Raphaël de Casabianca
Raphaël de Casabianca (Vescovato, 27 novembre 1738 – Bastia, 28 novembre 1825) è stato un generale e politico francese.

## Biografia
Fratello di Luc-Julien-Joseph de Casabianca, Raphael nacque a Vescovato il 27 novembre 1738, quando l'isola della Corsica era ancora proprietà della Repubblica di Genova. Cresciuto in ambiente ostile ai francesi, si schierò poi con le truppe di Luigi XV quando queste operarono  per la sottomissione dell'isola al regno di Francia nel 1769. L'anno successivo venne nominato capitano dei granatieri del reggimento di fanteria del Buttafuoco.
Fu inizialmente assegnato a prestare servizio in Francia e per questo giunse a Parigi, ma successivamente venne rimandato in Corsica dove fu nominato capitano di un reggimento provinciale. Nel 1773 ricevette il brevetto di maggiore e venne incaricato di diverse delicate missioni per conto dei governatori di Narbona e Marbeuf.
Nel novembre del 1774, il generale Léopold Prosper Philibert Sionville lo inviò a Fiumorbo per far fronte alle proteste scoppiate in loco, ed egli riuscì non solo a riportare l'ordine ma anche a guadagnarsi la fiducia dei ribelli promettendo inizialmente loro la libertà e l'amnistia, per poi farli arrestare e giustiziare.
Nel 1777 venne promosso tenente colonnello e rimase in servizio sull'isola per alcuni anni senza particolari incarichi.

### La rivoluzione francese
Nel febbraio del 1790 i delegati delle sei giurisdizioni del Cismonte, riuniti a Bastia, designarono Casabianca assieme ad altre tre personalità ad incontrare Pasquale Paoli a Londra, dove riuscirono a convincerlo a tornare in patria. Ad aprile, si recò a Parigi assieme a Paoli per prendere parte ai lavori dell'Assemblea Nazionale Costituente.
Il 15 settembre 1791 venne promosso al grado di colonnello ed ottenne il comando della 49ª semi-brigata di fanteria. Inviato come parte dell'Armée du Nord sotto il comando del maresciallo de Rochambeau, guidò l'ala destra delle truppe della divisione Biron negli attacchi diretti contro Mons, combattendo sempre alla testa del suo reggimento. Quella azione, unitamente alle sue doti di stratega, gli valsero l'elogio del generale Biron in persona.
Costretto comunque alla ritirata, riuscì a sconfiggere coi suoi uomini un intero corpo di ulani a Quiévrain, impadronendosi anche della città stessa. 8000 uomini del corpo di Biron caddero nell'operazione, lo stesso Casabianca venne creduto morto e ciò che era rimasto del suo reggimento si ritirò a Valenciennes. Quando si seppe che il Casabianca era vivo, la città risultava ormai essere stata abbandonata in preda al panico. Per quell'azione il governo lo promosse maresciallo di campo il 30 maggio 1792.
Inviato all'Armée des Alpes al comando del marchese di Montesquiou, riuscì ad impadronirsi di Pont-de-Beauvoisin e si unì al corpo principale dell'esercito a Chambéry, catturando anche Chatelart e piazzandosi ai piedi del Piccolo San Bernardo, scacciando i piemontesi dalla Moriana e dalla Savoia ed impadronendosi quindi delle due aree.
Tornato in Corsica, Paoli gli concesse il secondo comando di Ajaccio, iniziando a sostenere Napoleone Bonaparte nella fase iniziale. Imbarcatosi per la Sardegna per tentare un'operazione di conquista, attaccò Cagliari con le sue truppe ma l'insubordinazione interna lo costrinse a riportare i suoi uomini a Tolone.
Nell'aprile del 1793 Casabianca venne nominato da Antoine Christophe Saliceti al ruolo di comandante della 43ª divisione militare in sostituzione di Pasquale Paoli, spogliato nel frattempo delle sue funzioni e arrestato dai suoi stessi sostenitori a Cervione. La sua nomina però ebbe breve durata, perché nel mese di maggio anche lui venne sollevato dai suoi incarichi.
Paoli, che nel frattempo aveva fatto appello agli inglesi per la liberazione della Corsica, contattò il Casabianca che si trovava a Calvi con circa 2000 uomini, dove sostenne un assedio per trentanove giorni, contro l'ammiraglio Samuel Hood ed il generale Charles Stuart. Solo all'inizio di agosto, quando la cittadella era stata in gran parte distrutta, Casabianca accettò di capitolare. I 1250 sopravvissuti della guarnigione ottennero il permesso di rientrare a Tolone a bordo di navi della marina inglese. Il 19 marzo 1794, al quartier generale di Calvi, Casabianca venne promosso al grado di maggiore generale.
Nel 1796 servì sotto il generale Andrea Massena in Italia, e poi direttamente sotto Napoleone Bonaparte che lo incaricò di una nuova spedizione in Corsica. Nel 1798 si spostò a Roma sotto il generale Championnet, respingendo con forza l'Armata di Napoli ed impadronendosi di Cuneo il 6 dicembre.
Nel 1799, dopo aver mosso guerra con Masséna all'esercito svizzero, venne inviato a fortificare Saint-Brieuc, occupandosi in particolare della distruzione della cappella di Notre-Dame-de-la-Fontaine per costruire una barricata. Il primo console di Francia lo ricompensò nominandolo senatore.

### L'Impero francese
Nel 1804 Napoleone chiese al generale Casabianca di stilare una relazione sul comportamento del generale Joseph Morand, che era sospettato da più parti di amministrare la Corsica con tirannia, in particolare dopo la vicenda della cospirazione di Ajaccio. Basandosi su documenti autentici, Casabianca fece un rapporto circostanziato che presentò all'imperatore, il quale scarcerò i prigionieri di Ajaccio, annullò la sentenza e sollevò dal suo incarico il generale Morand.
Grand'ufficiale della Legion d'onore dall'anno XIII, fu senatore per Ajaccio. L'imperatore lo elevò alla dignità di conte dell'Impero francese nel 1808 ed entrò nella corte dell'imperatrice madre.
Nel 1814, al crollo di Napoleone, votò per la sua decadenza e fu membro della delegazione della città di Bastia che venne ricevuta da re Luigi XVIII di Francia restaurato al trono. Quest'ultimo, per la fedeltà dimostratagli, lo rese conte pari di Francia e gli fece dono dell'ordine di San Luigi.

### La Restaurazione
Coi Cento Giorni di Napoleone, ottenne di rimanere nella Camera dei Pari, motivo per cui poi Luigi XVIII lo rimosse dai propri incarichi. Pensionato dal settembre del 1817, nel 1818 venne nominato presidente provvisorio e membro onorario della Società di Pubblica Istruzione del Dipartimento della Corsica.
Reintegrato nella sua dignità di pari di Francia il 21 novembre 1819, morì il 28 novembre 1825 a Bastia.

## Araldica
|  |

|  |